# Nemaster grandis
Nemaster · Comatule noire et blanche
Genre
Espèce
Nemaster grandis, communément appelé la Comatule noire et blanche et unique représentant du genre Nemaster, est une espèce de crinoïdes de la famille des Comatulidae (ordre  des Comatulida).

## Description
C'est une grande comatule diurne. Son corps (le calice ou thèque) peut être dissimulé dans une anfractuosité ou une éponge, pendant que ses bras sont érigés dans l'eau de jour comme de nuit pour capturer le plancton qui y dérive. Les bras sont généralement noirs avec des pointes des pinnules blanches. 
Les segments brachiaux s'étendent au-delà des basaux en forme de cale et sont souvent plus longs que larges ; les peignes des pinnules sont présents jusqu'à P6 ; les dents des peignes sont simples, incurvées, confluentes avec le côté des pinnules le plus proche du bras ; la dent terminale est discrète.

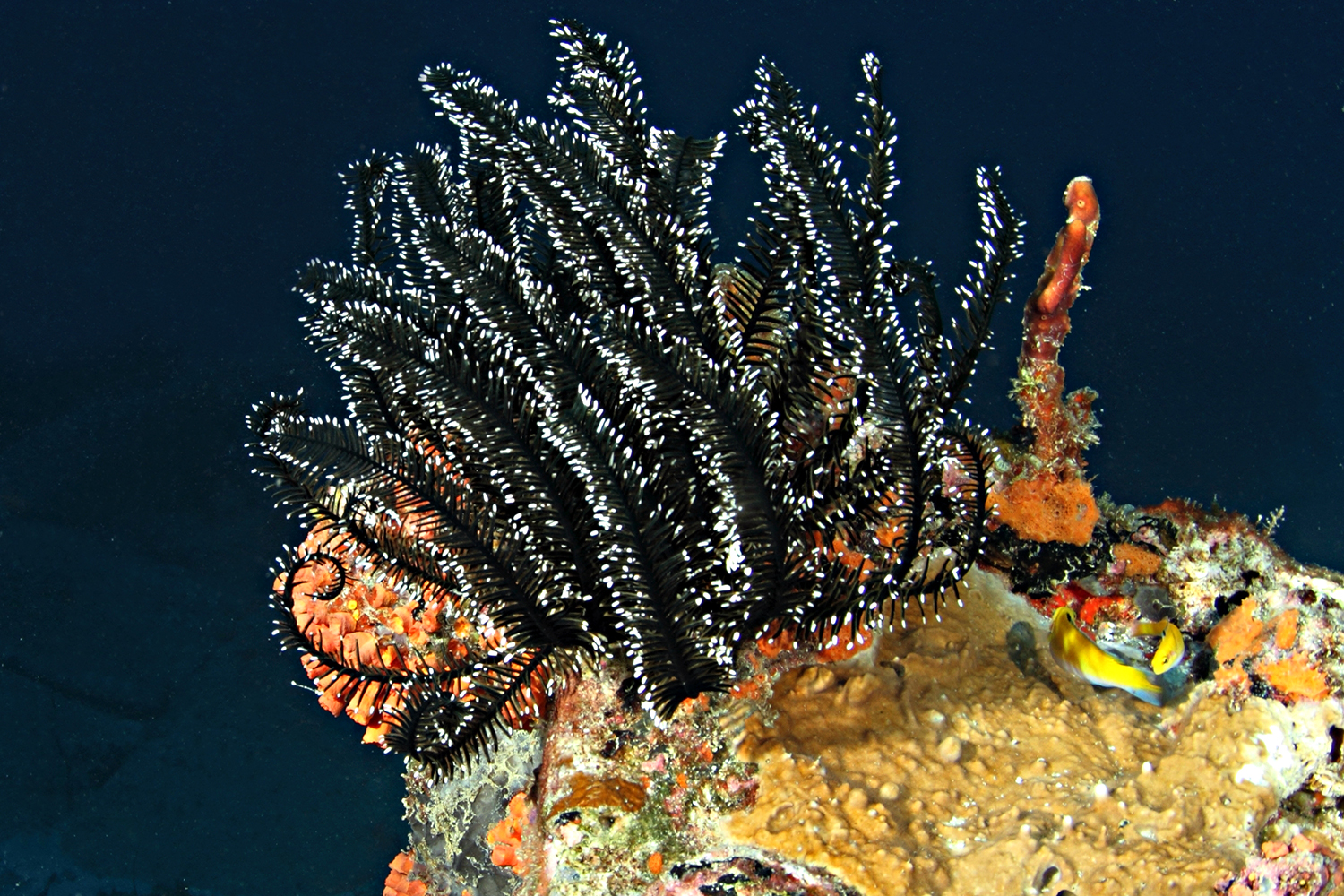
Nemaster grandis au Venezuela.

## Habitat et répartition
On trouve cette comatule dans tout le golfe du Mexique et notamment la mer des Caraïbes et jusqu'au Venezuela.

## Écologie et comportement

### Locomotion
Cette comatule vit d'abord fixée au substrat, puis devient vagile tout en conservant des mœurs sédentaires. Dérangée, elle est capable de se rétracter dans son abri, ou de ramper sur ses cirres griffues.

### Reproduction et croissance
La reproduction est sexuée et gonochorique : mâles et femelles relâchent leurs gamètes en même temps grâce à un signal phéromonal, en pleine eau, où les œufs vont se féconder et se développer. Les larves évoluent parmi le plancton pendant quelques jours, puis se fixent à un support pour entamer leur métamorphose en pentacrine (stade juvénile pédonculé sessile). Une fois matures, les comatules perdent leur pédoncule et peuvent se déplacer pour trouver les meilleurs zones de chasse.
Les comatules ont un excellent potentiel de régénération, et peuvent reconstituer un bras perdu en quelques semaines.

### Alimentation
Comme tous les crinoïdes, cette comatule est suspensivore. Ses longs bras ramifiés munis de pinnules filtrent l'eau, et retiennent les particules en suspension (plancton, neige marine, particules organiques en suspension…) en s'enroulant, avant de transmettre le butin aux tentacules collants qui tapissent les sillons ambulacraires. La nourriture circule ensuite le long de ces sillons comme sur un tapis roulant, pour arriver finalement à la bouche, d'où elles passera dans le tube digestif.
Pour augmenter leur efficacité, les comatules se tiennent généralement perpendiculaires au courant, et recherchent les zones où le plancton est abondant.

## Publication originale
- (en) Austin Hobart Clark, « Revision of the crinoid family Comasteridae, with descriptions of new genera and species », Proceedings of the United States National Museum, Washington, Inconnu, vol. 36, no 1685,‎ 1909, p. 493–507 (ISSN 0096-3801 et 2377-6560, OCLC 1259735, DOI 10.5479/SI.00963801.36-1685.493, lire en ligne).